# Richairo Živković
Richairo Živković (Servisch: Ришаиро Живковић) (Assen, 5 september 1996) is een Nederlands voetballer die bij voorkeur als centrumspits speelt. Zijn vader komt uit Curaçao en zijn moeder, wier achternaam hij draagt, uit Servië.

## Clubcarrière

### FC Groningen
Živković begon in 2003 op 7-jarige leeftijd met voetballen bij voetbalvereniging FVV uit Foxhol. Hij viel daar al snel op door zijn behendigheid en snelheid. In 2007 vertrok hij op 11-jarige leeftijd naar de jeugd van FC Groningen alwaar hij de jeugdopleiding doorliep. Ook bij de beloften van FC Groningen bleef hij opvallen. Eind 2012 tekende Živković voor drie seizoenen bij FC Groningen.
Op 2 december 2012 speelde hij in de wedstrijd tegen Heracles Almelo als jongste debutant ooit voor FC Groningen. In de eerste speelronde van het seizoen 2013-2014, op zaterdag 3 augustus 2013 in de uitwedstrijd tegen NEC, maakte Živković zijn eerste eredivisiedoelpunt. Daarmee loste Živković Arjen Robben af als jongste doelpuntenmaker aller tijden van FC Groningen. De vergelijking met Robben werd al snel gemaakt. Živković werd in augustus opgenomen in de voorlopige selectie van Oranje onder-19. Het talent bleef niet onopgemerkt, want in november waren er liefst 13 aanvragen van topscouts van Europese topclubs, waaronder Barcelona en Real Madrid.
Op 3 mei 2014 scoorde Živković in de Eredvisie thuiswedstrijd tegen Heracles Almelo zijn tiende doelpunt in de Eredivisie. Met dit doelpunt kwam Živković op de derde plaats op de topscorerslijst van spelers onder de 18 jaar in de Eredivisie. Voor hem scoorden alleen Arnold Bruggink (13 doelpunten) en Willy van der Kuijlen (11 doelpunten) meer voor die leeftijd.

### Ajax
Op 17 maart 2014 maakte Ajax officieel bekend dat Živković overkwam van FC Groningen. Met de overgang was 1,9 miljoen euro gemoeid, een bedrag dat kon oplopen tot 2,5 miljoen, afhankelijk van de prestaties bij Ajax. Zivković tekende een contract voor 3 jaar. Op 28 juni 2014 maakte Živković zijn officieuze debuut voor Ajax in een vriendschappelijke wedstrijd tegen SDC Putten die met 13-1 werd gewonnen. Živković verving na rust Arkadiusz Milik. De competitie begon hij echter bij Jong Ajax om ervaring op te doen. Na zijn achttiende verjaardag werd zijn contract met twee jaar verlengd. Op 28 oktober 2014 maakte Živković in de KNVB Beker-wedstrijd tegen Urk zijn officiële debuut in de hoofdmacht van Ajax, Ajax won met 4-0. Živković verving Arkadiusz Milik na rust en scoorde in de slotfase het laatste doelpunt. Živković debuteerde op woensdag 10 december in de UEFA Champions League. Tijdens een groepswedstrijd tegen APOEL Nicosia, die met 4-0 werd gewonnen, kwam hij in de 85ste minuut in het veld als vervanger van Arkadiusz Milik. Tijdens de tweede periode in de Jupiler League werd Živković met tien doelpunten topscorer waarmee hij de Bronzen Stier won. Trainer Frank de Boer gaf Milik gedurende het seizoen echter de voorkeur in de spits en nam Kolbeinn Sigþórsson vaak mee als tweede spits op de reservebank waardoor Živković vaak met Jong Ajax moest mee doen. Begin mei 2015 werd hij door Ajax gestraft omdat hij een aantal maal te laat was gekomen. Živković moest zich twee dagen voordoen als parkeerwachter bij De Toekomst, het opleidingscentrum van Ajax. Hij kwam in zijn eerste seizoen tot 10 officiële wedstrijden waarin hij 2 maal wist te scoren, ook werd hij topscorer van Jong Ajax met 18 doelpunten.

### Verhuur aan Willem II
Ajax maakte op 24 juni 2015 officieel bekend dat Živković tijdens het seizoen 2015/16 verhuurd zou worden aan Willem II. Op 9 augustus 2015 maakte Živković in de Eredivisie-wedstrijd tegen Vitesse zijn officiële debuut voor Willem II (1–1 gelijkspel). Hij was de aangever op de 1–0 van Erik Falkenburg. Met zijn debuut voor Willem II werd hij de eerste speler die voor zijn 19e verjaardag voor drie verschillende eredivisieclubs uitkwam. Živković kwam in zijn eerste drie wedstrijden voor Willem II niet tot scoren. Trainer Jurgen Streppel gaf Robert Braber vervolgens in de thuiswedstrijd tegen N.E.C. de voorkeur in de spits boven Živković. Willem II verloor deze wedstrijd met 1–0. Zijn eerste doelpunt voor Willem II maakte hij tegen sc Heerenveen in de achtste speelronde. Hij opende na 23 minuten spelen de score, de wedstrijd eindigde uiteindelijk in 2-2. Met 2 doelpunten in de KNVB-Beker wedstrijd tegen Go Ahead Eagles op 27 oktober 2015 zorgde hij ervoor dat Willem II met 2-0 wist te winnen waarmee De Tricolores door gingen naar de derde ronde. Živković wist geen indruk te maken op Streppel die daarom Nick van der Velden en Falkenburg de voorkeur gaf in de spits. Živković speelde om die reden vaak op rechtsbuiten tegen het einde van de eerste seizoenshelft. Ook gaf Streppel begin december aan in de winterstop op zoek te gaan naar een extra spits.

### Terugkeer bij Ajax
Door het vertrek van Yaya Sanogo naar Charlton Athletic en de verhuur van Zakaria El Azzouzi aan FC Twente besloot Ajax Živković terug te halen naar Amsterdam. Ook zijn beperkte rol bij Willem II was voor Ajax een reden hem terug te halen. Živković zou in eerste instantie weer aansluiten bij Jong Ajax. Na de zomerstop van 2016 nam Peter Bosz, die De Boer als trainer had opgevolgd, Živković mee met de A-selectie op trainingskamp naar Oostenrijk. Na de seizoensvoorbereiding moest Živković zich alsnog bij Jong Ajax aansluiten. Met de ontwikkeling van Kasper Dolberg en het aankopen van Mateo Cassierra en Bertrand Traoré had Živković weinig perspectief bij de A-selectie. In de wedstrijd tegen Almere City op 12 augustus 2016 was Živković wel goed voor drie doelpunten en één assist.

### Verhuur aan FC Utrecht
Op 16 augustus 2016 werd bekend dat Živkovic gedurende het seizoen 2016/17 verhuurd zou worden aan FC Utrecht. Zijn officiële debuut voor Utrecht volgde vijf dagen later in de thuiswedstrijd tegen AZ. Živković verving bij een 1-1 tussenstand Rubio Rubin. Door een doelpunt van Alireza Jahanbakhsh in de 85e minuut wist AZ de wedstrijd met 2-1 te winnen. Door zijn debuut bij Utrecht werd Živković de eerste speler die voor zijn 20ste levensjaar voor 4 verschillende eredivisieclubs actief was.

### KV Oostende
In juni 2017 verruilde Živkovic Ajax voor een permanente deal met het Belgische KV Oostende. Hij speelde twee seizoenen in België en kwam bij Oostende tot 58 wedstrijden, waarin hij zestien keer scoorde.

### Changchun Yatai
In februari 2019 tekende hij een contract voor drie jaar met de Chinese club Changchun Yatai. In zijn eerste seizoen  kwam hij tot 15 goals in 25 wedstrijden, maar toch werd hij het seizoen erop verhuurd. In januari 2020 werd Živkovic voor de rest van het seizoen verhuurd aan Sheffield United FC met een optie tot koop. Hij speelde slechts vijf wedstrijden in de Premier League, waarin hij niet scoorde. In september 2020 vertrok Živković op huurbasis voor een seizoen naar Guangzhou R&F, waar hij kwam te spelen onder hoofdtrainer Giovanni van Bronckhorst. Ook daar verdiende hij echter geen basisplaats. In een halfjaar kwam hij tot acht wedstrijden en vier goals, met name door drie goals in de beker.

### Rode Ster Belgrado
Medio 2021 liep zijn contract in China af en vervolgde hij zijn loopbaan in Servië bij Rode Ster Belgrado. Over een heel seizoen in Servië moest Zivkovic het opnieuw vooral hebben van invalbeurten. Hij kwam tot 14 wedstrijden, één goal en één assist.

### FC Emmen
In de zomer van 2022 keerde hij terug in Nederland om een contract voor één seizoen te tekenen bij het gepromoveerde FC Emmen, met een optie voor nog een seizoen.

### Lion City Sailors
Op 11 juli 2023 trad Živković toe tot Lion City Sailors uit de Singapore Premier League met een contract voor een jaar. Hij droeg het nummer 34-shirt als eerbetoon aan zijn voormalige Ajax-teamgenoot, Abdelhak Nouri, die in 2017 nog steeds leed aan hartritmestoornissen en nog steeds herstellende is.

## Clubstatistieken
| Seizoen         | Club               |                    | Competitie         |      | Competitie | Competitie | Beker | Beker | Internationaal | Internationaal | Overig1 | Overig1 | Totaal | Totaal |
| Seizoen         | Club               |                    | Competitie         | Wed. | Dlp.       | Wed.       | Dlp.  | Wed.  | Dlp.           | Wed.           | Dlp.    | Wed.    | Dlp.   |        |
| --------------- | ------------------ | ------------------ | ------------------ | ---- | ---------- | ---------- | ----- | ----- | -------------- | -------------- | ------- | ------- | ------ | ------ |
| 2012/13         | FC Groningen       | Vlag van Nederland | Eredivisie         |      | 4          | 0          | 1     | 0     | —              | —              | —       | —       | 5      | 0      |
| 2013/14         | FC Groningen       | Vlag van Nederland | Eredivisie         |      | 29         | 10         | 2     | 0     | —              | —              | 4       | 1       | 35     | 11     |
| 2014/15         | Ajax               | Vlag van Nederland | Eredivisie         |      | 7          | 1          | 1     | 1     | 2              | 0              | 0       | 0       | 10     | 2      |
| 2014/15         | Jong Ajax          | Vlag van Nederland | Eerste Divisie     |      | 25         | 18         | —     | —     | —              | —              | —       | —       | 25     | 18     |
| 2015/16         | Jong Ajax          | Vlag van Nederland | Eerste Divisie     |      | 13         | 6          | —     | —     | —              | —              | —       | —       | 13     | 6      |
| 2015/16         | → Willem II        | Vlag van Nederland | Eredivisie         |      | 16         | 2          | 2     | 2     | —              | —              | —       | —       | 18     | 4      |
| 2016/17         | Jong Ajax          | Vlag van Nederland | Eerste Divisie     |      | 2          | 3          | —     | —     | —              | —              | —       | —       | 2      | 3      |
| 2016/17         | → FC Utrecht       | Vlag van Nederland | Eredivisie         |      | 31         | 8          | 4     | 3     | —              | —              | —       | —       | 35     | 11     |
| 2017/18         | KV Oostende        | Vlag van België    | Jupiler Pro League |      | 29         | 9          | 2     | 2     | 2              | 0              | —       | —       | 33     | 11     |
| 2018/19         | KV Oostende        | Vlag van België    | Jupiler Pro League |      | 21         | 3          | 4     | 2     | 0              | 0              | —       | —       | 25     | 5      |
| 2019            | Changchun Yatai    | Vlag van China     | League One         |      | 25         | 15         | 1     | 0     | 0              | 0              | —       | —       | 26     | 15     |
| 2019/20         | → Sheffield United | Vlag van Engeland  | Premier League     |      | 5          | 0          | 0     | 0     | 0              | 0              | —       | —       | 5      | 0      |
| 2020            | → Guangzhou City   | Vlag van China     | Super League       |      | 0          | 0          | 2     | 3     | 0              | 0              | 6       | 1       | 8      | 4      |
| 2021/22         | Changchun Yatai    | Vlag van China     | Super League       |      | 5          | 0          | 0     | 0     | 0              | 0              | —       | —       | 5      | 0      |
| 2021/22         | Rode Ster Belgrado | Vlag van Servië    | Superliga          |      | 9          | 0          | 1     | 1     | 4              | 0              | —       | —       | 14     | 1      |
| 2022/23         | FC Emmen           | Vlag van Nederland | Eredivisie         |      | 29         | 3          | 2     | 1     | 0              | 0              | —       | —       | 31     | 4      |
| 2023            | Lion City Sailors  |                    | Premier League     |      |            |            |       |       |                |                |         |         |        |        |
| Carrière totaal | Carrière totaal    | Carrière totaal    | Carrière totaal    |      | 250        | 78         | 22    | 15    | 8              | 0              | 10      | 2       | 290    |        |

Bijgewerkt op 13  juli 2023.

## Interlandcarrière

### Jeugdelftallen
Op 9 september 2013 debuteerde Živković als jeugdinternational voor Nederland onder 18 jaar. Later dat jaar speelde hij ook zijn eerste wedstrijd voor onder 19. Živković werd op 17 november 2014 door bondscoach Aron Winter uit de selectie van Oranje onder 19 gezet. Winter liet weten dat de aanvaller van Ajax om disciplinaire redenen geen deel meer uitmaakt van de ploeg die zou oefenen tegen België –19. In maart 2015 ging Živković opnieuw de fout in bij Oranje onder 19. Živković werd 'om disciplinaire redenen' buiten de selectie voor de wedstrijd van Oranje -19 tegen Servië gehouden. Hij kwam te laat voor de wedstrijdbespreking. Eind juni 2015 besloot Živković niet deel te namen aan het EK onder 19 in Griekenland. Hij gaf aan dat zich goed wou voorbereiden op het seizoen bij zijn nieuwe club Willem II.
Živković werd op 21 augustus 2015 door bondscoach Remy Reynierse opgenomen in de voorselectie van Nederland –20 voor twee vriendschappelijke wedstrijden met Frankrijk –20. Hij werd ook opgenomen in de definitieve selectie. In de eerste wedstrijd tegen Frankrijk –20 op 4 september 2015 (1–1 gelijkspel) debuteerde hij voor Nederland –20. Živković werd na een uur spelen vervangen door Pelle van Amersfoort.
Op 5 mei 2014 maakte bondscoach Albert Stuivenberg bekend dat Živković behoorde tot de 27-koppige voorselectie van Jong Oranje voor twee trainingsstages en aansluitend de EK-kwalificatiewedstrijden tegen Jong Schotland en Jong Luxemburg. Na de twee trainingsstages werd hij niet opgenomen in de definitieve selectie voor de kwalificatiewedstrijden.
Op 14 maart 2023 werd bekend dat Živković is opgeroepen voor Curaçao.
| Jeugdinterlands van Richairo Živković | Jeugdinterlands van Richairo Živković | Jeugdinterlands van Richairo Živković | Jeugdinterlands van Richairo Živković | Jeugdinterlands van Richairo Živković | Jeugdinterlands van Richairo Živković |
| Team (№ interlands)                   | Datum                                 | Wedstrijd                             | Uitslag                               | Soort Wedstrijd                       | Doelpunten                            |
| Als speler bij FC Groningen           | Als speler bij FC Groningen           | Als speler bij FC Groningen           | Als speler bij FC Groningen           | Als speler bij FC Groningen           | Als speler bij FC Groningen           |
| ------------------------------------- | ------------------------------------- | ------------------------------------- | ------------------------------------- | ------------------------------------- | ------------------------------------- |
| Onder 18 (1.)                         | 9 september 2013                      | Schotland – Nederland                 | 2 – 0                                 | Vriendschappelijk                     |                                       |
| Onder 19 (1.)                         | 13 november 2013                      | Nederland – Moldavië                  | 3 – 0                                 | EK-kwalificatie 2014                  | 55'                                   |
| Onder 19 (2.)                         | 15 november 2013                      | Nederland – Wales                     | 0 – 0                                 | EK-kwalificatie 2014                  |                                       |
| Onder 19 (3.)                         | 18 november 2013                      | Georgië – Nederland                   | 2 – 1                                 | EK-kwalificatie 2014                  | 45+1'                                 |
| Onder 19 (4.)                         | 5 maart 2014                          | Nederland – Spanje                    | 2 – 1                                 | Vriendschappelijk                     | 81'                                   |
| Als speler bij Ajax                   |                                       |                                       |                                       |                                       |                                       |
| Onder 19 (5.)                         | 5 september 2014                      | Duitsland – Nederland                 | 3 – 2                                 | Vriendschappelijk                     | 12'                                   |
| Onder 19 (6.)                         | 8 september 2014                      | Ierland – Nederland                   | 1 – 0                                 | Vriendschappelijk                     |                                       |
| Onder 19 (7.)                         | 9 oktober 2014                        | Nederland – Moldavië                  | 7 – 0                                 | EK-kwalificatie 2015                  | 54'                                   |
| Onder 19 (8.)                         | 14 oktober 2014                       | Polen – Nederland                     | 1 – 2                                 | EK kwalificatie 2015                  |                                       |
| Onder 19 (9.)                         | 14 november 2014                      | Schotland – Nederland                 | 1 – 1                                 | Vriendschappelijk                     |                                       |
| Onder 19 (10.)                        | 31 maart 2015                         | Nederland – Zwitserland               | 4 – 0                                 | EK-kwalificatie 2015                  |                                       |
| Als speler bij Willem II              |                                       |                                       |                                       |                                       |                                       |
| Onder 20 (1.)                         | 4 september 2015                      | Nederland – Frankrijk                 | 1 – 1                                 | Vriendschappelijk                     |                                       |
| Onder 20 (2.)                         | 7 september 2015                      | Nederland – Frankrijk                 | 0 – 2                                 | Vriendschappelijk                     |                                       |
| Onder 20 (3.)                         | 11 november 2015                      | Tsjechië – Nederland                  | 2 – 2                                 | Vriendschappelijk                     |                                       |
| Onder 20 (4.)                         | 14 november 2015                      | Tsjechië – Nederland                  | 2 – 2                                 | Vriendschappelijk                     |                                       |

| Interlands van Richairo Živković | Interlands van Richairo Živković | Interlands van Richairo Živković | Interlands van Richairo Živković | Interlands van Richairo Živković | Interlands van Richairo Živković |
| Team (№ interlands)              | Datum                            | Wedstrijd                        | Uitslag                          | Soort Wedstrijd                  | Doelpunten                       |
| Als speler bij FC Emmen          | Als speler bij FC Emmen          | Als speler bij FC Emmen          | Als speler bij FC Emmen          | Als speler bij FC Emmen          | Als speler bij FC Emmen          |
| -------------------------------- | -------------------------------- | -------------------------------- | -------------------------------- | -------------------------------- | -------------------------------- |
| 1.                               | 26 maart 2023                    | Curaçao – Canada                 | 0 - 2                            | CONCACAF Nations League          |                                  |
| 1.                               | 29 maart 2023                    | Argentinië – Curaçao             | 7 - 0                            | Vriendschappelijk                |                                  |

## Erelijst

### Persoonlijk
| Nederland                              |    |                        |
| Bronzen Stier Topscorer Jupiler League | 1x | Tweede periode 2014/15 |
| Jong Ajax topscorer                    | 1x | 2014/15                |